# Julius von Ostenburg-Morawek
Julius von Ostenburg-Morawek (ungarisch Gyula Osztenburg-Morawek; * 2. Dezember 1884 in Marosvásárhely (Neumarkt am Mieresch); † 12. Jänner 1944 in Budapest) war ein österreichisch-ungarischer Offizier und späterer legitimistischer Freikorps-Anführer.

## Biografie

### Herkunft und Familie
Julius von Ostenburg-Morawek wurde 1884 als Julius Morawek in Siebenbürgen im Königreich Ungarn geboren. Sein Vater, der kaiserlich und königliche (k.u.k.) Offizier Wenzel Morawek, wurde als pensionierter Oberst von Kaiser Franz Joseph I. (zugleich König von Ungarn) mit Diplom vom 7. April 1904 als Edler von Morawek in den erblichen österreichischen Adelsstand erhoben, worauf sich auch sein Sohn dieses Titels bedienen konnte. Wenzel von Morawek erreichte später den Dienstgrad eines k.u.k. Titular-Generalmajors. Kaiser Karl I. (König Karl IV. von Ungarn) gestattete Vater und Sohn im September 1918, sich „unter Aufrechterhaltung ihres bisherigen Adels und Wappens“ künftig Ostenburg Edle von Morawek und Gratten zu nennen.
Julius von Ostenburg-Morawek war verheiratet mit Edith Maria Gräfin Coullemont, Tochter des technischen Beamten a. D. Achilles Graf Coullemont. Dieser ersuchte 1914 um die Erlaubnis zur Adoption und Übertragung seines Grafenstandes auf seinen Schwiegersohn Ostenburg-Morawek, doch wurde der entsprechende Antrag durch ein Schreiben des kaiserlich-königlichen (k.k.) Ministeriums des Innern vom 4. Juni 1918 abgewiesen. Die Ehe Ostenburg-Moraweks und der Gräfin Coullemont wurde 1922 geschieden.

### Militärlaufbahn in Österreich-Ungarn
Julius von Ostenburg-Morawek besuchte die Infanterie-Kadettenschule in Graz-Liebenau, wo er 1903 zum Feldjägerbataillon Nr. 24 ausgemustert und 1904 zum k.u.k. Leutnant ernannt wurde. Während des Ersten Weltkriegs war er als Kommandant des Sturmbataillons Nr. 59 eingesetzt, wurde 1915 zum k.u.k. Hauptmann und vor 1918 zum k.u.k. Major befördert.

### Tätigkeiten für das Königreich Ungarn

#### Unterstützung der konservativen Regierung
Nach dem Ende der Monarchie in Österreich-Ungarn beteiligte sich Ostenburg-Morawek zunächst an den Kämpfen ungarischer Soldaten gegen die sich konstituierende Tschechoslowakei, ehe er sich während der Zeit der Ungarischen Räterepublik im Frühjahr 1919 der in Szeged gebildeten konservativen Gegenregierung anschloss. Als Verlierermacht des Ersten Weltkriegs war Ungarn den Gebietsforderungen seiner Nachbarstaaten Rumänien, Tschechoslowakei und dem SHS-Königreich nicht gewachsen. Im Juli 1919 begann Admiral Miklós Horthy im Auftrag der konservativen Gegenregierung mit der Aufstellung eigener Truppen, der Nationalen Armee, wobei er von früheren k.u.k. Offizieren wie Gyula Gömbös, Döme Sztójay, Anton Lehár und Ostenburg-Morawek unterstützt wurde.
Nach dem Ende der Räterepublik zog Horthy mit seinen Truppen am 16. November 1919 in Budapest ein. Ostenburg-Morawek stellte, nun als Oberst, im Lauf des Jahres 1919 mit dem sogenannten „Osztenburg-Detachement“ ein eigenes Freikorps auf und wirkte so 1919/20 bei der Festigung der Macht des Horthy-Regimes mit, soll sich laut dem Historiker Peter Broucek (1938–2023) in dieser Zeit jedoch nicht an den zahlreichen Aktionen des Weißen Terrors gegen Sozialisten, Kommunisten und Juden beteiligt haben. Mit Unterstützung Horthys war das Osztenburg-Detachement, getarnt als Einheit der regulären k.u. Gendarmerie („Reservegendarmeriebataillon Nr. 2“), 1920/21 in „Deutsch-Westungarn“ (Burgenland) eingesetzt, wo es im Widerstand gegen die Landnahme des Burgenlandes insbesondere um Sopron (Ödenburg) durch Einschüchterung der Bevölkerung die Volksabstimmung in Ödenburg beeinflussen sollte.

#### Unterstützung der habsburgischen Restauration

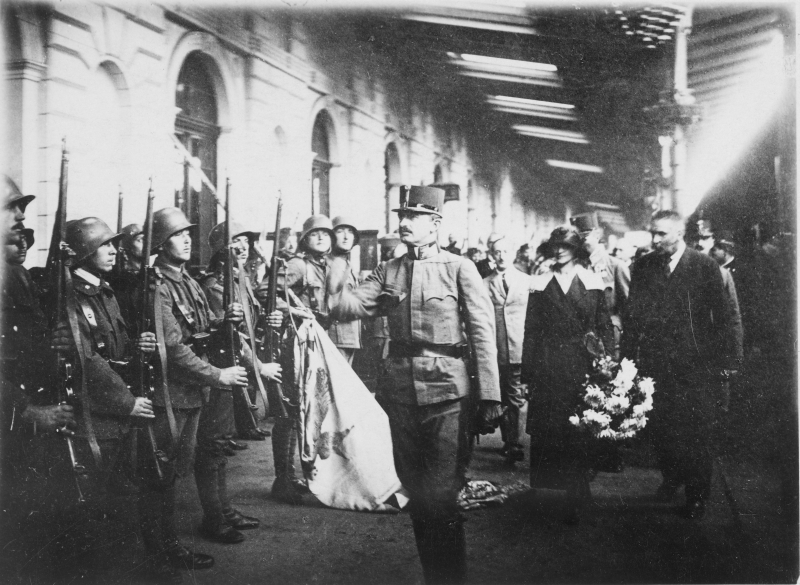
Restaurationsversuch in Ungarn; ehem. König Karl IV. beim Abschreiten der Ehrenkompanie im Bahnhof in Sopron am 21. Oktober 1921, rechts hinter ihm Königin Zita

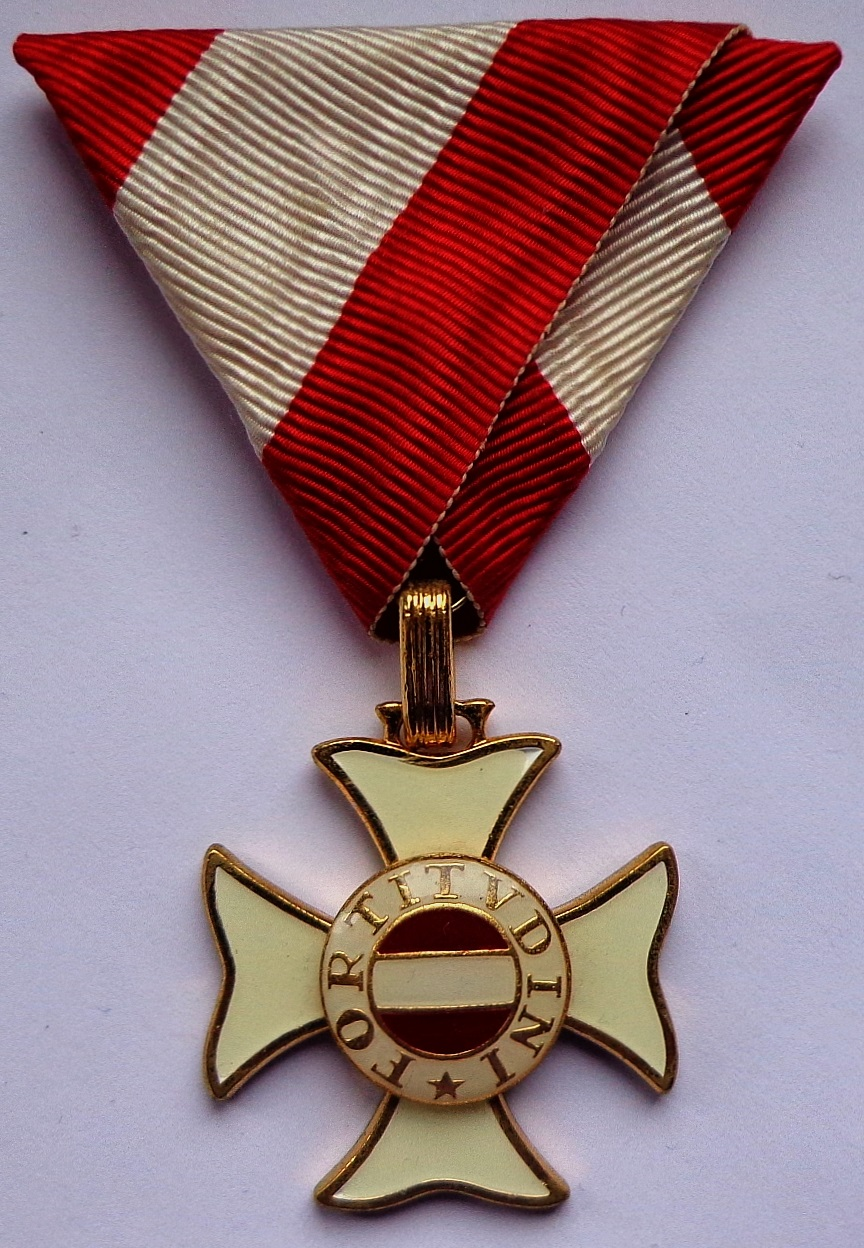
Ritterkreuz des Militär-Maria-Theresien-Ordens

Im Sommer 1921 erkannte die Regierung des mittlerweile zum Reichsverweser ernannten Miklós Horthy jedoch, dass sich um die Freischärler des Osztenburg-Detachements während ihres Einsatzes gegen die Abtretung des Burgenlandes an Österreich zahlreiche Anhänger des früheren österreichischen Kaisers Karl I. und ungarischen Königs Karl IV. sammelten, die für die Restauration der Habsburger in Ungarn eintraten. Die deshalb von Horthys Regierung geplante Auflösung des Osztenburg-Detachements war mit ein auslösendes Moment für die Beteiligung dieser Truppe am zweiten Restaurationsversuch der Legitimisten im Oktober 1921.
Während Karl per Flugzeug nach Sopron unterwegs war, begannen seine Unterstützer, die dort stationierten Soldaten des Osztenburg-Detachements und andere kleine Truppenkontingente zu einem Heer zusammenzufassen. Zahlreiche Fehlentscheidungen Karls und seiner Anhänger bremsten jedoch das Tempo des Vorrückens der königstreuen Verbände in Richtung Budapest, gaben damit Horthys Regierung die Möglichkeit zur Gegenwehr und trugen so zum Misserfolg der Legitimisten bei. Als einer der maßgeblichen königstreuen Kommandanten wird Ostenburg-Morawek von Peter Broucek als mitverantwortlich für das Scheitern des Restaurationsversuchs angesehen. Dennoch verlieh ihm Karl im Herbst 1921 persönlich das Ritterkreuz des Militär-Maria-Theresien-Ordens. Die Rechtmäßigkeit dieser Verleihung, trotz des vorherigen Regierungsverzichts Karls, wurde 1923 durch den ungarischen Verfassungsgerichtshof bestätigt.

### Späteres Leben
Nach dem Scheitern des Restaurationsversuchs wurde Ostenburg-Morawek gefangen genommen, jedoch vor der Durchführung eines Gerichtsverfahrens freigelassen. Er betätigte sich dann als Weinhändler und starb im Jänner 1944 im Alter von 60 Jahren in Budapest. Er wurde auf dem Fiumei Úti Sirkert beigesetzt.